# (22157) Bryanhoran
(22157) Bryanhoran (2000 WQ99) – planetoida z grupy pasa głównego asteroid okrążająca Słońce w ciągu 5,53 lat w średniej odległości 3,13 j.a. Odkryta 21 listopada 2000 roku.